# ميساوة الطواهرة (أولاد الشيخ الوسطى الوطى)
ميساوة الطواهرة هو دُوَّار يقع بجماعة أولاد فريج، إقليم الجديدة، جهة الدار البيضاء سطات في المملكة المغربية. ينتمي الدوّار لمشيخة أولاد الشيخ الوسطى الوطى التي تضم 18 دوار. يقدر عدد سكانه بـ 376 نسمة حسب الإحصاء الرسمي للسكان والسكنى لسنة 2004.

## روابط خارجية
- البوابة الوطنية للجماعات الترابية
- المندوبية السامية للتخطيط